# Marlies
Marlies ist ein weiblicher Vorname.
Andere Varianten sind Marliese, Marlis, Marlise, Marilies und Marielies.

## Herkunft und Bedeutung
Ursprünglich war der Name eine Kurzform von Maria-Elisabeth, Marie-Elisabeth, Maria-Luise oder Marie-Luise, heute ist er aber auch ein eigenständiger Name.

## Namensträger
- Marlies Amann-Marxer (* 1952), liechtensteinische Politikerin; Abgeordnete im liechtensteinischen Landtag
- Marlies Ameling (* 1952), deutsche Formgestalterin und Industriedesignerin
- Marlies Askamp (* 1970), deutsche Basketball-Spielerin
- Marlies Behrens (* 1939), deutsche Schauspielerin, geborene Oelsne
- Marlies Bänziger (* 1960), Schweizer Politikerin (Grüne Partei der Schweiz)
- Marlies Debacker (* 1992), belgische Jazz- und Improvisationsmusikerin
- Marlies Dumbsky (* 1985), Deutsche Weinkönigin 2008/2009
- Marlies Engel (* 1943),  deutsche Schauspielerin
- Marlies Fritzen (* 1962), Abgeordnete im Landtag Schleswig-Holstein (Bündnis 90/Die Grünen)
- Marlies Glaus-Oberholzer (* 1958), Schweizer Skirennläuferin
- Marlies Göhr (* 1958), deutsche Leichtathletin
- Marlies Grötzinger (* 1959), deutsche Journalistin, Autorin und schwäbische Mundart-Dichterin
- Marlies Kohnle-Gros (* 1956), deutsche Politikerin (CDU)
- Marlies Marken (* 1950), deutsche Politikerin
- Marlies Mosiek-Urbahn (* 1946), Politikerin (CDU)
- Marlies Müller (* 1927), deutsche Speerwerferin
- Marlies Oester (* 1976), Schweizer Skirennfahrerin
- Marlies Pretzlaff (* 1943), deutsche Politikerin (CDU)
- Marlies Rostock (* 1960), deutsche Skilangläuferin
- Marlies Schild (* 1981), österreichische Skirennläuferin
- Marlies Sieburg (* 1959), deutsche Bürgermeisterin von Kerpen
- Marie-Luise Smeets (* 1936), Oberbürgermeisterin in Düsseldorf
- Marlies Stotz (* 1959), deutsche Politikerin
- Marlies Volkmer (* 1947), deutsche Politikerin
- Marlies Wagner (* 1983), österreichische Naturbahnrodlerin
- Marlies Wanjura (1945–2024), Bürgermeisterin in Berlin

Marliese:
- Marliese Alfken (1933–2016), deutsche Politikerin (SPD)
- Marliese Arold (* 1958), deutsche Kinder- und Jugendbuchautorin
- Marliese Dobberthien (1947–2017), deutsche Politikerin (SPD)
- Marliese Echner-Klingmann (1937–2020),  deutsche Mundartdichterin und Bühnenautorin
- Marliese Fuhrmann (1934–2015), deutsche Schriftstellerin
- Marliese Köster (* 1944), deutsche Politikerin (CDU)

Marlis:
- Marlis Drevermann (* 1952), deutsche Autorin
- Marlis Dürkop-Leptihn (* 1943), deutsche Politikerin, Soziologin, Psychologin, Hochschullehrerin und Staatsrätin
- Marlis Petersen (* 1968), deutsche Konzertsängerin
- Marlis Robels-Fröhlich (* 1937), deutsche Politikerin (CDU)
- Marlis Gräfin vom Hagen (1911–2007), deutsche Politikerin (CDU)
- Marlis Schwenk (1945–2021), deutsche Politikerin (SPD)
- Marlis Stuchlik (* 1938), deutsche Politikerin (SPD)

Marlise:
- Marlise Ludwig (1886–1982), deutsche Schauspielerin
- Marlise Wendels (1923–2012), deutsche Sopranistin

Marilies:
- Marilies Jagsch (* 1984), österreichische Musikerin
- Marilies Flemming (1933–2023), österreichische Politikerin (ÖVP)